# 야마하 OPL

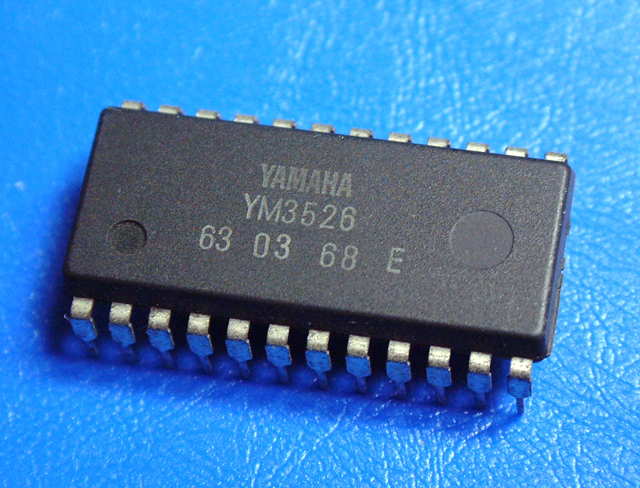
야마하 YM3526

야마하 OPL(Yamaha OPL, FM Operator Type-L) 시리즈는 야마하가 개발한 사운드 칩 제품군이다. 이 OPL 시리즈는 컴퓨팅, 음악 및 비디오 게임 애플리케이션에 사용하기 위한 FM 합성을 제공하는 저가형 사운드 칩이다.
OPL 시리즈 칩을 사용하면 애드립 및 사운드 블라스터와 같은 IBM PC 호환기종에서 저렴한 사운드 카드를 만들 수 있었으며 1990년대 초중반에 "웨이브테이블 합성" 카드로 대체될 때까지 사실상의 표준이 되었다.

## 같이 보기
- 야마하 YM2413